# Шешонк VI
Шешонк VI — древнеегипетский фараон и непосредственный преемник Петубастиса I в Фивах, согласно упоминанию в «Письме к фараону», автором которого является писарь Хор IX, служивший при царях Осорконе II и Петубастисе I.
Кроме «Письма к фараону», имя Шешонка VI также вписано в целый ряд так называемых «погребальных конусов» Хора IX. Тронное имя последнего указывается как «Усермаатра Мериамон Шешонк», что довольно необычно, поскольку является единственным в истории Египта примером, когда эпитет «Мериамон» («Любимец Амона») появляется в царском картуше. Верховным жрецом Амона при этом фараоне был некий Такелот (Е), имя которого впервые появляется на 23-м году правления Петубаста I.
4-й и 6-й годы царствования Шешонка VI засвидетельствованы, соответственно, в высеченной на крыше храма Монту в Карнаке надписи, сделанной неким Джедиохом, и в «Текстах ниломера» в строке № 25. Предположительно, этот правитель являлся основным конкурентом наследного принца Осоркона В в престолонаследной борьбе, продолжающейся в Фивах после смерти Петубастиса I. Он был побежден последним и свергнут с престола на 39-м году правления танисского фараона Шешонка III. В этот ключевой год принц Осоркон В прямо указал в одной из надписей «Текстов ниломера» (строка № 7), что он и его брат, генерал Бакенптах из Гераклеополя, покорили Фивы и «свергли всех, кто воевал против них». После этого имя Шешонка VI навсегда исчезает из любых источников.
Здесь же стоит заметить, что царь Шешонк IV, который указывался во всех книгах и журнальных статьях по египтологии вплоть до 1993 года, в настоящее время переименован учеными в Шешонка VI, поскольку именно последний являлся фиванским правителем, задокументированным только на территории Верхнего Египта. Также этот фараон никогда не принадлежал к танисской XXII династии, как считалось ранее.